# Otto Kammerer

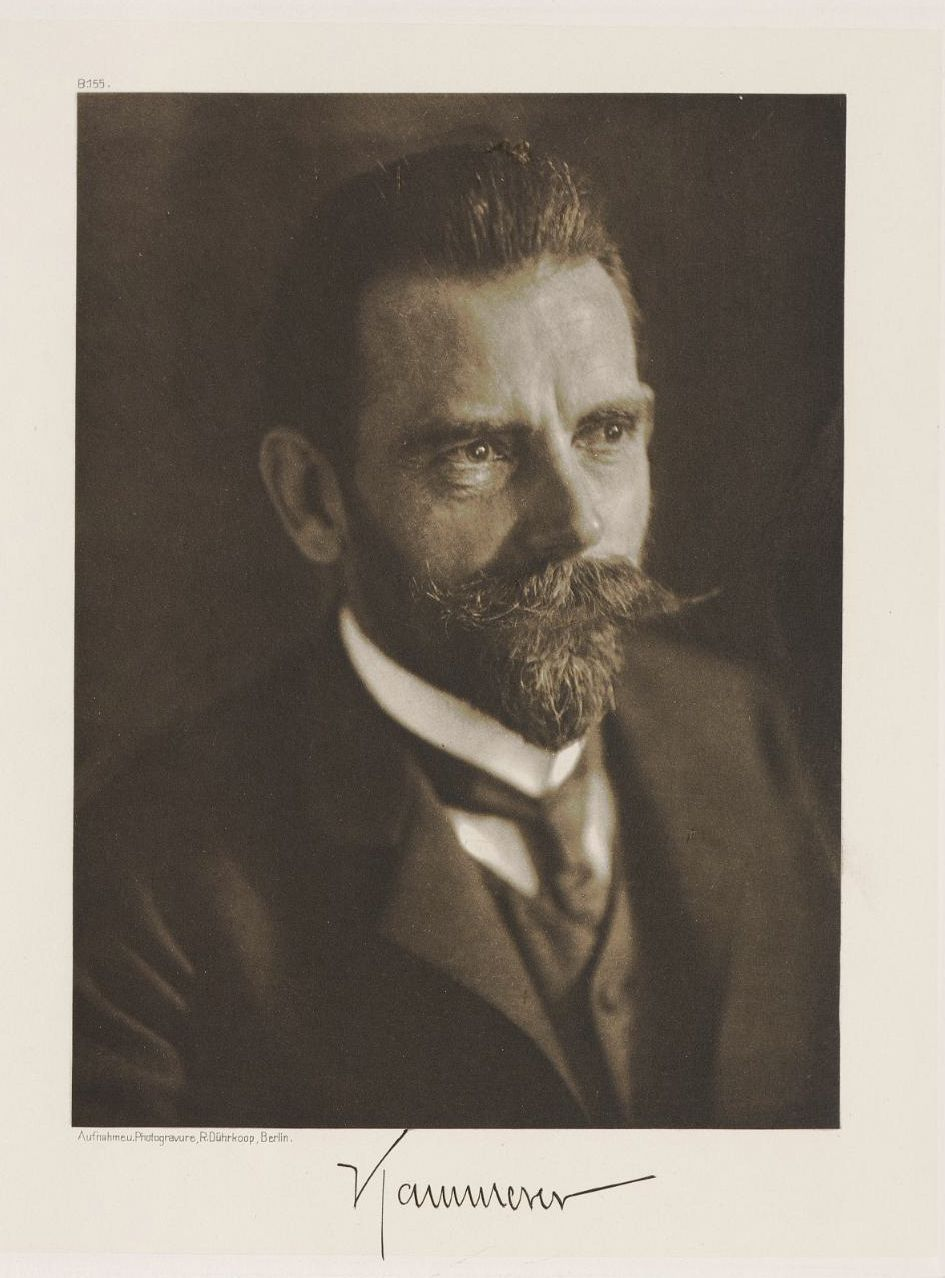
Otto Kammerer, 1907, Foto von Rudolf Dührkoop

Otto Kammerer (* 8. April 1865 in Miesbach, Oberbayern; † 15. Juni 1951 in Miesbach) war ein deutscher promovierter Maschinenbauer, Professor an und Rektor der Königlich Technischen Hochschule zu Berlin (heute TU Berlin).

## Leben
Kammerer war Sohn des Miesbacher Rechtsanwalt und Notars Anton Kammerer und der Helene Kammerer (1844–98). Er heiratete 1911 in Berlin-Charlottenburg Adelheid Spandau aus Lutter am Barenberge. Die Ehe blieb kinderlos.

## Studium und Beruf
Kammerer studierte an den Technischen Hochschulen München und Charlottenburg Maschinenbau. 1889 ging er als Ingenieur zu der Eisenwerke AG vormals Nagel & Kaemp nach Hamburg-Uhlenhorst.
In dieser Hochzeit der Industriellen Revolution begann die Ablösung der bisher mit Dampfmaschinen betriebenen Fördertechnik durch elektrische Motoren. Kammerer gilt als Vorkämpfer dieser Technikentwicklung. Nach einer Karriere bei Nagel & Kaemp, während der er den ersten elektrisch betriebenen Hafenkran konstruierte, der 1890 in Hamburg versuchsweise errichtet wurde und während der er 1894 die erste elektrische Kaikrananlage in Rotterdam aufstellte, wechselte er 1896 an die TH Berlin-Charlottenburg. Seine Ingenieursleistung wurde zum Vorbild, und bald standen überall elektrische Kaikräne, die über eine von Kammerer erfundene elektromagnetische Kupplung verfügten, so dass Mehrfachmotoren und Wendegetriebe überflüssig wurden. Ebenfalls 1896 trat er dem Verein Deutscher Ingenieure (VDI) und dem Berliner Bezirksverein des VDI bei.

## Wissenschaftliche Karriere
Kammerer war seit dem 1. Oktober 1896 bis 1933 ordentlicher Professor für Maschinenkunde und Hebemaschinen in der Abteilung III für Maschinen-Ingenieurwesen (umbenannt ab 1922 in Fakultät III für Maschinenwirtschaft, 1928 umbenannt in Fakultät III für  Maschinenwesen) der Königlich Technischen Hochschule zu Berlin (ab 1919 umbenannt in Technische Hochschule zu Berlin). Später erweiterte er sein Wirkungsfeld auf Dampfkessel und Kraftverteilung, noch später auf Maschinenelemente und Fördertechnik. In den Studienjahren 1898/1899, 1904/1905 und 1906/1907 wirkte Kammerer als Vorsteher (Dekan) der Abteilung III für Maschinen-Ingenieurwesen und als Leiter des 1906 gegründeten Versuchsfeldes für Maschinenelemente. Während seiner Zeit an der Technischen Hochschule meldete Kammerer 21 Patente an.  1901 wurde ihm als erstem Ingenieur gestattet, vor der Versammlung Deutscher Naturforscher und Ärzte in Hamburg zu sprechen. Zusammen mit Bergrat Wilhelm Ulrich Arbenz (* 1868) entwickelte Kammerer eine neuartige Gleisrückmaschine, die das zeitraubende Nachrücken der Baggergleise im Braunkohle-Tagebergbau beschleunigte. Fördertechnik verbesserte Kammerer 1906 bis 1909 in den Kohlen-Umladeanlagen der Binnenhäfen Breslau und Kosel.

## Rektorate
In den Hochschuljahren 1902/1903 und 1907/1908 stand Kammerer als Rektor der Königlichen Technischen Hochschule zu Berlin an deren Spitze. In seiner ersten Rektoratsrede am 26. Januar 1903 setzte Kammerer die Kultur ins Verhältnis zur Ingenieurskunst, die zweite Rektoratsrede am 25. Januar 1908 hatte Werkzeug und Arbeitsteilung zum Thema. Erste Selbstgreifer und Untersuchungen im Aufzugsbau waren Forschungsgebiet von Kammerer ab 1912. 1907 hatte er das Forschungsgebiet von Ernst Reichel übernommen, der sich mit Riemen- und Seilantrieb beschäftigt hatte. Kammerer betrieb hier Grundlagenforschung und baute  einen Versuchsstand auf, der später unter seiner Leitung zum Versuchsfeld für Maschinenelemente an der TH Berlin weiterentwickelt wurde.

## Erster Weltkrieg
Im Ersten Weltkrieg war Kammerer Leiter der Metallfreigabestelle des Kriegsministeriums, eine Arbeit, die ihn zu ingenieurstechnischen Effizienz- und Sparsamkeitsfragestellungen führte.
Nach dem Krieg konstruierte und betrieb Kammerer zusammen mit seinem Assistenten Hermann Cranz einen Prüfstand, der das Verhalten von Zahnrädern, Gleitlagern, Schneckengetriebe und Antriebsriemen und -Bändern untersuchen half. 1918 wurde er Obmann des neu eingerichteten Arbeitsausschusses „Hebezeuge“ beim Normenausschuß der Deutschen Industrie. 
Das schon vor dem Krieg betrachtete Forschungsfeld der Gleisrückmaschinen und Förderanlagen fand eine praktische Umsetzung in einem von Kammerer 1919 gegründeten Ingenieurbüro, welches zur Braunkohlen- und Maschinen GmbH Berlin gehörte.
Emeritiert wurde Kammerer 1933. Er wurde am 24. April 1950 zum Ehrensenator der Technischen Universität Berlin ernannt. Weitere Ehrungen, die er erhielt, waren die Ehrendoktorwürde der Technischen Hochschule Breslau im Jahr 1908 und die Ernennung zum Ehrensenator durch die Technische Hochschule München.

## Bekannte Schüler
- Georg Schlesinger
- Erich vom Ende
- Otto Cranz
- Hermann Cranz
- Otto Kienzle
- Friedrich Hübener
- Gustav Niemann

## Veröffentlichungen
- Die Technik der Lastenförderung. Eine Studie über die Entwicklung der Hebemaschinen und ihren Einfluß auf Wirtschaftsleben und Kulturgeschichte. München & Berlin: Oldenbourg, 1907
- Versuche mit Riemen- und Seiltrieben. Berlin & Heidelberg: Springer, 1908 (= Mitteilungen über Forschungsarbeiten auf dem Gebiete des Ingenieurwesens / hrsg. vom Verein Deutscher Ingenieure; Heft 56 und 57), doi:10.1007/978-3-662-01985-6
- Die Entwicklung der Zahnräder. In: Beiträge zur Geschichte der Technik und Industrie. Jahrbuch des Vereines Deutscher Ingenieure / hrsg. von Conrad Matschoss. Vierter Band. Berlin: Springer, 1912, S. 242–273
- Versuche mit Riemen besonderer Art. Berlin & Heidelberg: Springer, 1917 (= Mitteilungen über Forschungsarbeiten auf dem Gebiete des Ingenieurwesens insbesondere aus den Laboratorien der technischen Hochschulen / hrsg. vom Verein Deutscher Ingenieure; Heft 132), doi:10.1007/978-3-662-01986-3
- Vortragstext (ohne Lichtbilder) „Die Notwendigkeit der Maschinenarbeit“. In: Otto Kammerer; Georg Schlesinger: Maschine und Werkzeug. Berlin: Mittler, 1917 (= Technische Abende im Zentralinstitut für Erziehung und Unterricht; Heft 2), S. 1–10